# سوانج
latitudeسوانجlongitudeسوانج
سوانج (به انگلیسی: Swanage) یک شهرک در بریتانیا است که در انگلستان واقع شده‌است.

## خصوصیات
سوانج ۱۰٬۱۲۴ نفر جمعیت دارد.

## خواهرخوانده
شهر رودزهایم آم راین خواهرخواندهٔ سوانج هست.